# Ricardo Rodríguez (football)
Pour les articles homonymes, voir Ricardo Rodríguez et Rodríguez.
Ricardo Rodríguez, né le 25 août 1992 à Zurich en Suisse, est un footballeur international suisse. Il joue au poste d'arrière gauche au Real Betis. Il possède également les nationalités espagnole et chilienne.

## Biographie
Ricardo Rodríguez est né le 25 août 1992 à Zurich en Suisse d'un père espagnol et d’une mère chilienne. Son frère aîné, Roberto, et son frère cadet, Francisco sont également footballeurs.

### Carrière en club

#### Début professionnel en Suisse
Ricardo Rodríguez commence le football et sa formation au sein du club suisse du FC Zurich en 2003 à l'âge de 11 ans. Il débute en réserve (14 matchs pour un but) puis Ricardo fait un match avec l'équipe jeune du club suisse. Rodríguez fait ses débuts en Super League le 21 mars 2010 face au club de l'AC Bellinzone en remplaçant Hannu Tihinen à la 32e.
Il s'impose comme titulaire indiscutable à son poste au détriment de Ludovic Magnin lors de la saison 2010-2011.
Rodríguez participe avec le club du FC Zurich aux matchs de Ligue des champions de l'UEFA et Ligue Europa.

#### VfL Wolfsburg (2012-2017)
Après deux saisons et demie au sein du club suisse, lors du mercato d'hiver le 11 janvier 2012 il signe dans le club allemand du VfL Wolfsburg pour une somme de 7,5 M€, où il rejoint ses compatriotes Diego Benaglio et Marwin Hitz.
Le jeune joueur suisse fait ses débuts en Bundesliga face au club de Cologne le 22 janvier 2012 sous les ordres de Felix Magath en jouant l'intégralité du match. Rodríguez se montre convaincant à son poste et s'illustre notamment en décochant une frappe du pied droit que le gardien adverse repousse de justesse.
Le 6 avril 2016, Rodríguez inscrit son premier but en Ligue des champions, lors des quarts de finale aller de l'édition 2015-2016. Il ouvre le score en transformant un penalty et son équipe l'emporte (2-0 score final).

#### AC Milan
Le 8 juin 2017, il signe un contrat de cinq ans avec l'AC Milan pour 18 millions d'euros. Il choisit le numéro 68 coïncidant à la date de naissance de sa défunte mère. Il joue son premier match le 27 juillet 2017 lors d'une rencontre qualificative pour la Ligue Europa face à l'Universitatea Craiova. Titulaire, il se distingue en marquant son premier but, donnant la victoire à son équipe (0-1). Il joue son premier match de Serie A le 20 août 2017, lors de la première journée de la saison 2017-2018 face au FC Crotone. Le Milan s'impose par trois buts à zéro ce jour-là.
Il est prêté en début d’année 2020 au PSV Eindhoven.

#### Torino FC
Ricardo Rodriguez quitte le Milan AC durant l’été 2020 pour s’engager au Torino FC. Il joue son premier match sous ses nouvelles couleurs le 18 octobre 2020, lors d'une rencontre de Serie A face au Cagliari Calcio. Il est titularisé et son équipe s'incline par trois buts à deux.

#### Real Betis
Libre après la fin de son contrat avec le Torino FC, Ricardo Rodríguez signe le 6 août 2024 avec le Real Betis. Il signe un contrat de deux ans, soit jusqu'en juin 2026,.

### En équipe nationale

#### Avec la Suisse M17
En 2009, Ricardo Rodríguez participe à la Coupe du monde des moins de 17 ans qui a lieu au Nigeria, il y dispute six matchs et inscrit trois buts. La Suisse fait un excellent parcours et remporte la Coupe du monde contre l'équipe hôte le Nigeria (1-0), à la suite d'un but de Haris Seferović,.

#### Avec l'équipe nationale A
Ricardo Rodríguez bénéficie également de la nationalité espagnole par son père et a des origines chiliennes par sa mère. Il choisit de représenter la Suisse au niveau international, son pays de naissance.
Ottmar Hitzfeld, sélectionneur national de la Suisse, appelle Rodríguez en 2011 en vue des matchs de qualification à l'Euro 2012 face au Pays de Galles et au Monténégro. Le jeune joueur rentre à la 62e face au Pays de Galles à la place de Xherdan Shaqiri à la suite de l'expulsion du latéral suisse Reto Ziegler. Ziegler suspendu pour la rencontre face au Monténégro, Rodríguez commence la rencontre en tant que titulaire et se montre convaincant sur le plan défensif et également sur le plan offensif. Rodríguez a su donc saisir pleinement sa chance et devient le titulaire du poste de latéral gauche.
Trois ans plus tard, il fait partie des 23 joueurs qui sont sélectionnés pour la Coupe du monde 2014 au Brésil. La Nati sera éliminée par l'Argentine future vice-championne de l'édition en huitièmes de finales.
La même année, Rodríguez est élu joueur de l'année lors des Swiss Football Awards. Cette récompense justifie ses bonnes performances à Wolfsburg et avec l'équipe nationale suisse lors de la coupe du monde 2014. Rodríguez a fait preuve d'humilité lors de la remise du trophée : "Je ne suis qu'un rouage de l'équipe de Suisse. J'apporte simplement ma contribution personnelle afin que nous soyons ensemble couronnés de succès.".
Deux ans plus tard, il est sélectionné pour à l'Euro 2016, il y jouera la totalité des matchs. Malheureusement, les Suisses seront éliminés par la Pologne en huitièmes de finale.

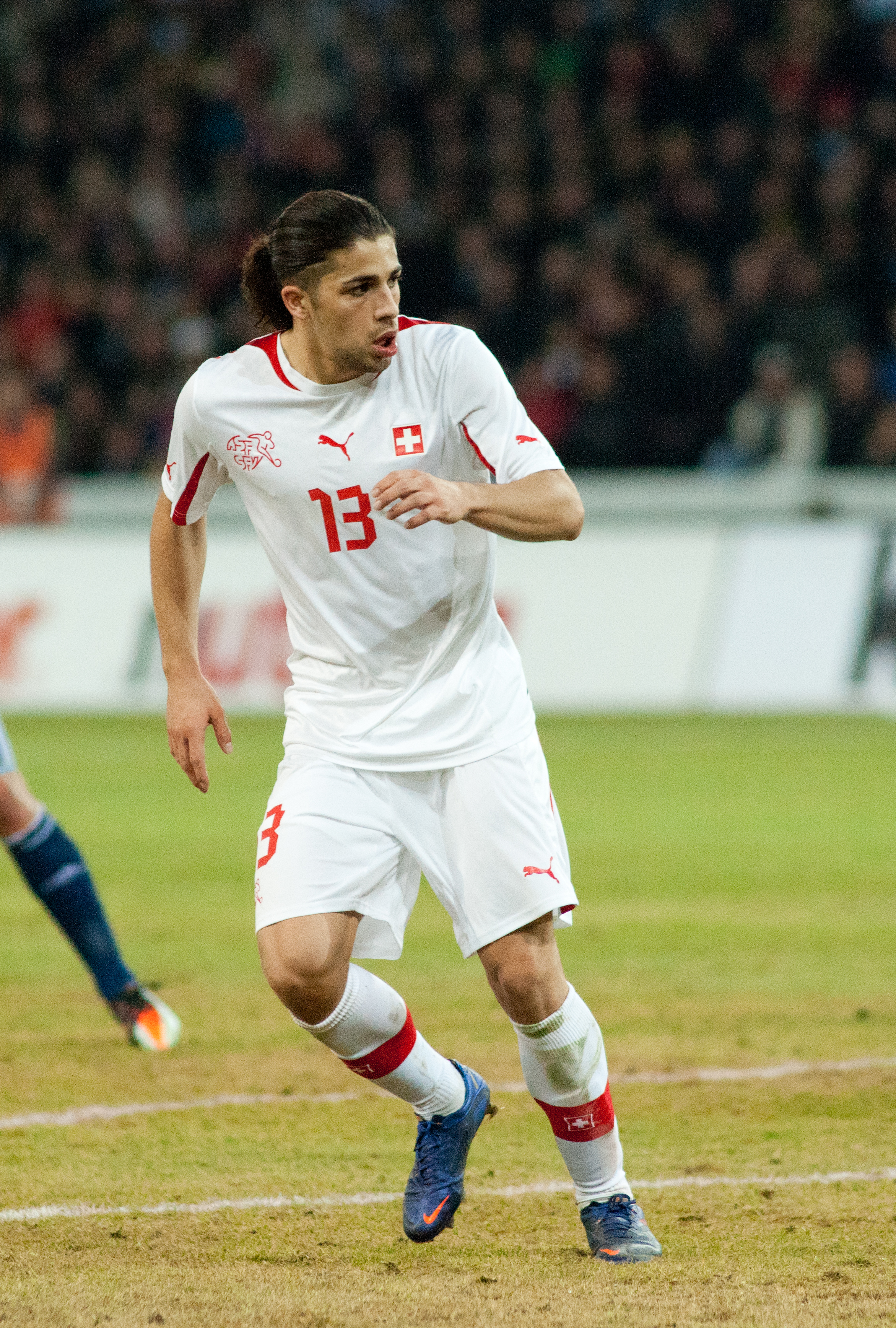
Ricardo Rodríguez en 2012

Ricardo Rodríguez marque son premier but en équipe nationale face à la Hongrie à Budapest (victoire 3-2) lors de la deuxième journée des éliminatoires de la Coupe du monde 2018. Il marque d'une superbe reprise de volée à la suite d'un très bon centre de Valon Behrami. À l'issue d'une campagne de qualification fructueuse, la Suisse termine deuxième du Groupe B à égalité de points avec le Portugal (premier), mais avec une différence de buts nettement moins bonne. Cependant, il reste une chance à la Nati pour se qualifier à la Coupe du monde 2018 : gagner un barrage continental aller-retour contre l'Irlande du Nord. Le 9 novembre 2017, lors du match aller au Windsor Park de Belfast, Corry Evans dévie involontairement du bras un tir de Xherdan Shaqiri dans la surface de réparation à la 56e minute. Ce fait de jeu occasionne un penalty, que Ricardo Rodríguez transforme à la 58e minute. Ce but est capital, puisqu'il sera le seul inscrit lors de la double confrontation (le match retour en Suisse se soldera sur un score nul et vierge) et permettra donc à la Suisse d'accéder au mondial russe. 
Ricardo Rodriguez est retenu par le sélectionneur Vladimir Petković dans la liste des 23 joueurs pour participer à la Coupe du monde 2018, qui se déroule en Russie. La Suisse se hisse jusqu'en huitièmes de finale, où elle est battue par la Suède.
Il est retenu par le sélectionneur de la Suisse, Vladimir Petković, dans la liste des 26 joueurs suisses afin de participer à l'Euro 2020.
Le 9 novembre 2022, il est sélectionné par Murat Yakın pour participer à la Coupe du monde 2022.
En juin 2024, il figure dans la liste de 26 joueurs appelés par Murat Yakın pour l'Euro 2024. 

## Palmarès

### En club
| VfL Wolfsburg (2) - Coupe d'Allemagne (1) : - Vainqueur : 2014-2015. - Supercoupe d'Allemagne (1) : - Vainqueur : 2015. |
| Betis Séville (0) - Ligue Conférence - finaliste : 2025                                                                 |

### Titre remporté en sélection nationale
- Suisse - 17 ans
  - Coupe du monde - 17 ans
    - Vainqueur : 2009.

### Distinction personnelle
2012
- Élu joueur de l'année 2011-2012 au sein du FC Zurich[29].

2014
- Lauréat des Swiss Football Awards : élu joueur de l'année[30].

## Statistiques
| Saison                | Club                  | Championnat           | Championnat | Championnat | Championnat | Coupe(s) nationale(s) | Coupe(s) nationale(s) | Coupe(s) nationale(s) | Supercoupe | Supercoupe | Supercoupe | Compétition(s) continentale(s) | Compétition(s) continentale(s) | Compétition(s) continentale(s) | Compétition(s) continentale(s) | Suisse | Suisse | Suisse | Total | Total | Total |
| Saison                | Club                  | Division              | M.          | B.          | P.d.        | M.                    | B.                    | P.d.                  | M.         | B.         | P.d.       | Comp.                          | M.                             | B.                             | P.d.                           | M.     | B.     | P.d.   | M.    | B.    | P.d.  |
| 2009-2010             | FC Zurich             | Super League          | 6           | 0           | 1           | -                     | -                     | -                     | -          | -          | -          | -                              | -                              | -                              | -                              | -      | -      | -      | 6     | 0     | 1     |
| 2010-2011             | FC Zurich             | Super League          | 13          | 1           | 3           | 2                     | 0                     | 1                     | -          | -          | -          | -                              | -                              | -                              | -                              | -      | -      | -      | 15    | 1     | 4     |
| 2011-2012             | FC Zurich             | Super League          | 16          | 1           | 2           | 2                     | 0                     | 0                     | -          | -          | -          | C1+C3                          | 4+5                            | 0                              | 1+1                            | 4      | 0      | 0      | 31    | 1     | 4     |
| Sous-total            | Sous-total            | Sous-total            | 35          | 2           | 6           | 4                     | 0                     | 1                     | -          | -          | -          | -                              | 9                              | 0                              | 2                              | 4      | 0      | 0      | 52    | 2     | 9     |
| 2011-2012             | VfL Wolfsburg         | Bundesliga            | 17          | 0           | 0           | -                     | -                     | -                     | -          | -          | -          | -                              | -                              | -                              | -                              | 1      | 0      | 0      | 18    | 0     | 0     |
| 2012-2013             | VfL Wolfsburg         | Bundesliga            | 24          | 0           | 5           | 3                     | 0                     | 0                     | -          | -          | -          | -                              | -                              | -                              | -                              | 9      | 0      | 1      | 36    | 0     | 6     |
| 2013-2014             | VfL Wolfsburg         | Bundesliga            | 34          | 5           | 9           | 4                     | 2                     | 1                     | -          | -          | -          | -                              | -                              | -                              | -                              | 11     | 0      | 3      | 49    | 7     | 13    |
| 2014-2015             | VfL Wolfsburg         | Bundesliga            | 26          | 6           | 4           | 4                     | 1                     | 0                     | -          | -          | -          | C3                             | 9                              | 3                              | 0                              | 5      | 0      | 0      | 44    | 10    | 4     |
| 2015-2016             | VfL Wolfsburg         | Bundesliga            | 24          | 2           | 3           | 2                     | 0                     | 0                     | 1          | 0          | 0          | C1                             | 9                              | 1                              | 1                              | 11     | 0      | 0      | 47    | 3     | 4     |
| 2016-2017             | VfL Wolfsburg         | Bundesliga            | 24          | 2           | 3           | 3                     | 0                     | 0                     | -          | -          | -          | -                              | -                              | -                              | -                              | 4      | 1      | 2      | 31    | 3     | 5     |
| Sous-total            | Sous-total            | Sous-total            | 149         | 15          | 24          | 16                    | 3                     | 1                     | 1          | 0          | 0          | -                              | 18                             | 4                              | 1                              | 41     | 1      | 6      | 225   | 23    | 32    |
| 2017-2018             | AC Milan              | Serie A               | 34          | 1           | 0           | 4                     | 0                     | 0                     | -          | -          | -          | C3                             | 9                              | 3                              | 3                              | 12     | 4      | 0      | 59    | 8     | 3     |
| 2018-2019             | AC Milan              | Serie A               | 35          | 0           | 3           | 2                     | 0                     | 0                     | 1          | 0          | 0          | C3                             | 3                              | 0                              | 1                              | 6      | 1      | 1      | 47    | 1     | 5     |
| 2019-2020             | AC Milan              | Serie A               | 5           | 0           | 0           | 0                     | 0                     | 0                     | -          | -          | -          | -                              | -                              | -                              | -                              | 6      | 1      | 0      | 11    | 1     | 0     |
| Sous-total            | Sous-total            | Sous-total            | 74          | 1           | 3           | 6                     | 0                     | 0                     | 1          | 0          | 0          | -                              | 12                             | 3                              | 4                              | 24     | 6      | 1      | 117   | 10    | 8     |
| 2019-2020             | PSV Eindhoven (prêt)  | Eredivisie            | 6           | 0           | 0           | -                     | -                     | -                     | -          | -          | -          | -                              | -                              | -                              | -                              | -      | -      | -      | 6     | 0     | 0     |
| 2020-2021             | Torino FC             | Serie A               | 16          | 0           | 0           | 2                     | 0                     | 0                     | -          | -          | -          | -                              | -                              | -                              | -                              | -      | -      | -      | 18    | 0     | 0     |
| 2021-2022             | Torino FC             | Serie A               | 34          | 0           | 1           | 2                     | 0                     | 0                     | -          | -          | -          | -                              | -                              | -                              | -                              | -      | -      | -      | 36    | 0     | 1     |
| 2022-2023             | Torino FC             | Serie A               | 35          | 0           | 0           | 3                     | 0                     | 0                     | -          | -          | -          | -                              | -                              | -                              | -                              | -      | -      | -      | 38    | 0     | 0     |
| 2023-2024             | Torino FC             | Serie A               | 35          | 1           | 1           | 2                     | 0                     | 0                     | -          | -          | -          | -                              | -                              | -                              | -                              | 7      | 0      | 0      | 44    | 1     | 1     |
| Sous-total            | Sous-total            | Sous-total            | 120         | 1           | 2           | 9                     | 0                     | 0                     | 0          | 0          | 0          | -                              | 0                              | 0                              | 0                              | 7      | 0      | 0      | 136   | 1     | 2     |
| 2024-2025             | Bétis Séville         | Liga                  | 18          | 0           | 0           | 3                     | 0                     | 2                     | -          | -          | -          | C4                             | 12                             | 0                              | 0                              | 9      | 0      | 2      | 42    | 0     | 4     |
| Sous-total            | Sous-total            | Sous-total            | 18          | 0           | 0           | 3                     | 0                     | 2                     | 0          | 0          | 0          | -                              | 12                             | 0                              | 0                              | 9      | 0      | 2      | 42    | 0     | 4     |
| Total sur la carrière | Total sur la carrière | Total sur la carrière | 403         | 19          | 33          | 38                    | 3                     | 4                     | 2          | 0          | 0          | -                              | 51                             | 7                              | 7                              | 129    | 9      | 9      | 623   | 38    | 53    |